# Götavirke

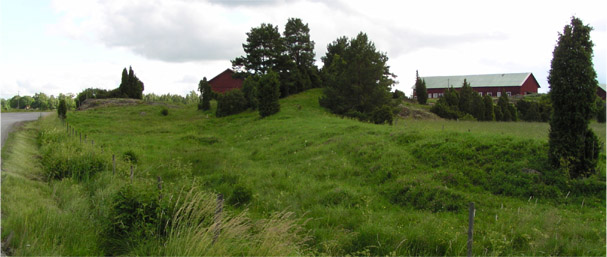
Götavirke som den idag ser ut vid Hageby gård, det bäst bevarade partiet. På bilden löper resterna av vallen från nedre högra delen, upp mot träden, parallellt med vägen.

Götavirke (ibland Göta Virke) är rester av en drygt 3,5 km lång försvarsvall i nord-sydlig riktning mellan Västra Husby och Hylinge i Östergötland. Den var i bruk omkring år 800-1000 e. Kr. 
Vallen täckte hela sträckan mellan sjöarna Asplången och Lillsjön. Norr om Asplången finns rester av flera fornborgar, kanske del av samma försvarsverk som vallen. Söder om Lillsjön är terrängen så sank och svårforcerad att den knappast behövt försvaras. Vallbygget har tjänat som stöd för träpalissader, och bakom denna finns tecken på att där kan ha löpt en trupptransportväg. Detta skulle i så fall vara ett drag gemensamt med Danevirke i norra Tyskland. Ett annat exempel är Offa's Dyke i Storbritannien, men i Sverige är Götavirke unik. Framför vallen har en grävd 4-6 meter bred uppdämd vallgrav funnits. Parallellt med Götavirke, 2 kilometer västerut, finns en äldre stensträngsanläggning benämnd Tvärdalavallen som kan ha varit en del av samma försvarsanläggning.
Bygget verkar avsett att skydda det inre av Östergötland mot attacker från östersjösidan. Teorierna om vilka som byggt vallen, mot vilka den skulle skydda och tiden för byggandet har genom tiderna varit många. 
Götavirke fick sitt namn av arkeologen Arthur Nordén som gjorde utgrävningar av vallen 1926 och såg paralleller till den större anläggningen Danevirke.
En arkeologisk utgrävning utförd av Arkeologiska Forskningslaboratoriet 1999 hittade mitt i vallen resterna av en brandhärd som genom kol 14-metoden kunde daterats till cirka år 800 e.Kr. De hittade också huggspån i vallgraven som kunde kol 14-dateras till 1000-talet vilket indikerar att anläggningen minst varit i drift i 200 år.